# Louis Kuehn
Louis Kuehn (n. 2 aprilie 1901, Portland, Oregon, SUA – d. 30 martie 1981, West Linn⁠(d), Oregon, SUA) a fost un săritor în apă ce a reprezentat Statele Unite ale Americii, medaliat olimpic. A participat la o ediție a Jocurilor Olimpice (1920) în care a câștigat o medalie de aur.

## Participări
Lista de mai jos prezintă principalele competiții la care a participat Louis Kuehn de-a lungul carierei.
- diving at the 1920 Summer Olympics – men's 3 metre springboard[*]